# Ilebo
Ilebo este un oraș din Republica Democrată Congo.